# Богданович Ангел Іванович
А́нгел Іва́нович Богдано́вич (* 1860, місто Городок, нині Вітебської області Білорусі — 24 березня (6 квітня) 1907, Санкт-Петербург) — журналіст, революціонер.

## Біографія
Ангел Іванович Богданович народився 1860 року в місті Городок (нині Вітебської області Білорусі) у шляхетській родині Яна (Івана) Богдановича. Закінчив гімназію в місті Нижній Новгород. 1880 вступив на медичний факультет Київського університету. Входив до київської групи «Народної волі».
1882 року Богдановича заарештували за переховування розшукуваного жандармами народника І. Левинського. Крім того, на квартирі Богдановича виявили залишки підпільної друкарні. Хоча Київський військово-окружним судом у серпні 1883 року виправдав Богдановича, проте Ангел Іванович зазнав адміністративного заслання на Поволжя.
За підтримки Володимира Короленка та російського громадського діяча М. Анненського Богданович співробітничав у казанських газетах і петербурзькому журналі «Русское богатство». На початку 1890-х років Богданович — член партії «Народного права», автор її програмних документів — маніфесту та брошури «Насущный вопрос». Брав участь у підготовці й інших нелегальних видів друку. Обстоював соціалістичні ідеали, був людиною енциклопедичних знань і широких демократичних поглядів. Від середини 1890-х років фактично редагував часопис «Мир Божий», від 1906 року — «Современный мир», виступав із різноманітними публіцистичними матеріалами.
1898 року Ангел Богданович одружився з Тетяною Кріль.
Помер 24 березня (6 квітня) 1907 року в Санкт-Петербурзі).